# ディック・スナイダー
ディック・スナイダー（Dick Snyder、1944年2月1日 - ）は1960年代後半から70年代の北米プロリーグNBAで活躍したアメリカ合衆国の元バスケットボール選手。オハイオ州ノースカントン出身、デイビッドソン大学卒業。ポジションはシューティングガード、身長196cm、体重94kg。1966年のNBAドラフトで全体14位指名を受けてNBA入り。13年に及ぶNBAキャリアの最後の1978-79シーズンにシアトル・スーパーソニックスで優勝を果たして引退した。

## 経歴
デイビッドソン大学卒業後、1966年のNBAドラフトにて2巡目全体13位指名を受けてセントルイス・ホークスに入団。ホークス、誕生したばかりのフェニックス・サンズにおいて計3シーズン過ごした後、1968-69シーズン中にシアトル・スーパーソニックスに移籍した。
ソニックス移籍を機にスナイダーの才能が開花する。スナイダーはシューティングガードとしては非常に逞しい体つきをしており、当たりに強い肉体を武器にシュートを高確率で決めることができた。1970-71シーズンには19.3得点4.3アシストをあげ、ガードの選手としては異例と言えるFG成功率53.3%、FT成功率でも83.7%、いずれもリーグ5位に入る好記録を残し、プレイの質を大きく向上させた。スペンサー・ヘイウッド、レニー・ウィルケンズ、そしてスナイダー擁するソニックスは1971-72シーズンには47勝35敗の好成績を残すが、フランチャイズ史上初のプレーオフ進出はならなかった。スナイダーはその後もソニックスの主要な得点源の一人として活躍するが、彼の在籍中にソニックスがプレーオフに進出することはなかった。1973-74シーズンも18.1得点4.1アシストの成績を残すが、ソニックスは30歳となるスナイダーよりもドラフト指名による若手選手獲得を優先するため、1974年のNBAドラフトの1巡目指名権と引き換えにクリーブランド・キャバリアーズにトレードに出された。なお、ソニックスは翌1974-75シーズンに念願のプレーオフ進出を果たすが、スナイダーと引き換えに獲得した長身センターのトム・バールソンは、結局NBAで大成することはなかった。
キャバリアーズ移籍以降は徐々に成績が下降し、1977-78シーズンには平均4.8得点まで後退した。この間古巣のソニックスは1977-78シーズンにNBAファイナルに進出するなど、着々と優勝への足場を築いていた。そして優勝への最後の決め手として、ベンチにベテラン選手を欲していた。そこでスナイダーを再招聘することを決め、1978年に2つの2巡目指名権と交換で、スナイダーをソニックスに呼び戻した。スナイダーは平均9.6分の出場で3.7得点と全盛期を遥かに下回る成績だったが、ソニックスはプレーオフを勝ち抜いてファイナルを制し、スナイダーにとってもチームにとっても初となる優勝を遂げた。スナイダーはシーズン終了後、有終の美をもって、引退することを決意した。
NBAでの成績は13シーズン964試合の出場で、通算11,755得点2,732リバウンド2,767アシスト、平均12.2得点2.8リバウンド2.9アシストだった。なおスナイダーは出場試合数、出場時間、FG成功率、FT成功率、FG成功数、アシスト数でスーパーソニックスの歴代トップ10内に入っている。
引退後はアリゾナ州パラダイスバレーに移住し、農場を経営している。